# Clementinum
Il Clementinum (in ceco Klementinum) è un edificio edificato nel 1556 da Ferdinando I a Praga, nel tentativo di restaurare il Cattolicesimo in Repubblica Ceca.

## Storia

### Il collegio di San Clemente
Il Clementinum ospita la più antica chiesa gesuita di Praga, il Convento di San Clemente, che dà il nome all'intero edificio.

#### Fondazione
Su richiesta del capitolo della cattedrale di San Vito e della nobiltà cattolica boema sostenuta dall'imperatore Ferdinando I, re di Boemia, sant'Ignazio di Loyola inviò a Praga Pietro Canisio nel 1556 per organizzare l'apertura di un collegio gesuitico. La situazione era grave per la Chiesa: la Riforma protestante stava facendo dei progressi considerevoli e solo una parte della popolazione era rimasta fedele al cattolicesimo romano. Il 21 aprile un gruppo di dodici gesuiti arrivò a Praga e fu ben accolto dalla popolazione. Il rettore del Collegio romano, Ursmar Goisson era stato scelto da Sant'Ignazio per dirigere il gruppo. I membri del gruppo provenivano da paesi diversi ed erano soprattutto molto competenti nelle loro materie: due erano dottori in teologia, quattro insegnavano filosofia, uno era insegnante di grammatica, un altro di latino, e tre erano fratelli laici. Nessuno però sapeva la lingua locale.
Ai gesuiti venne assegnata come sede il Convento di San Clemente, abbandonato dai domenicani. I corsi furono aperti nel 1556: si insegnavano in latino la teologia, la filosofia e la retorica, nonché l'ebraico. 

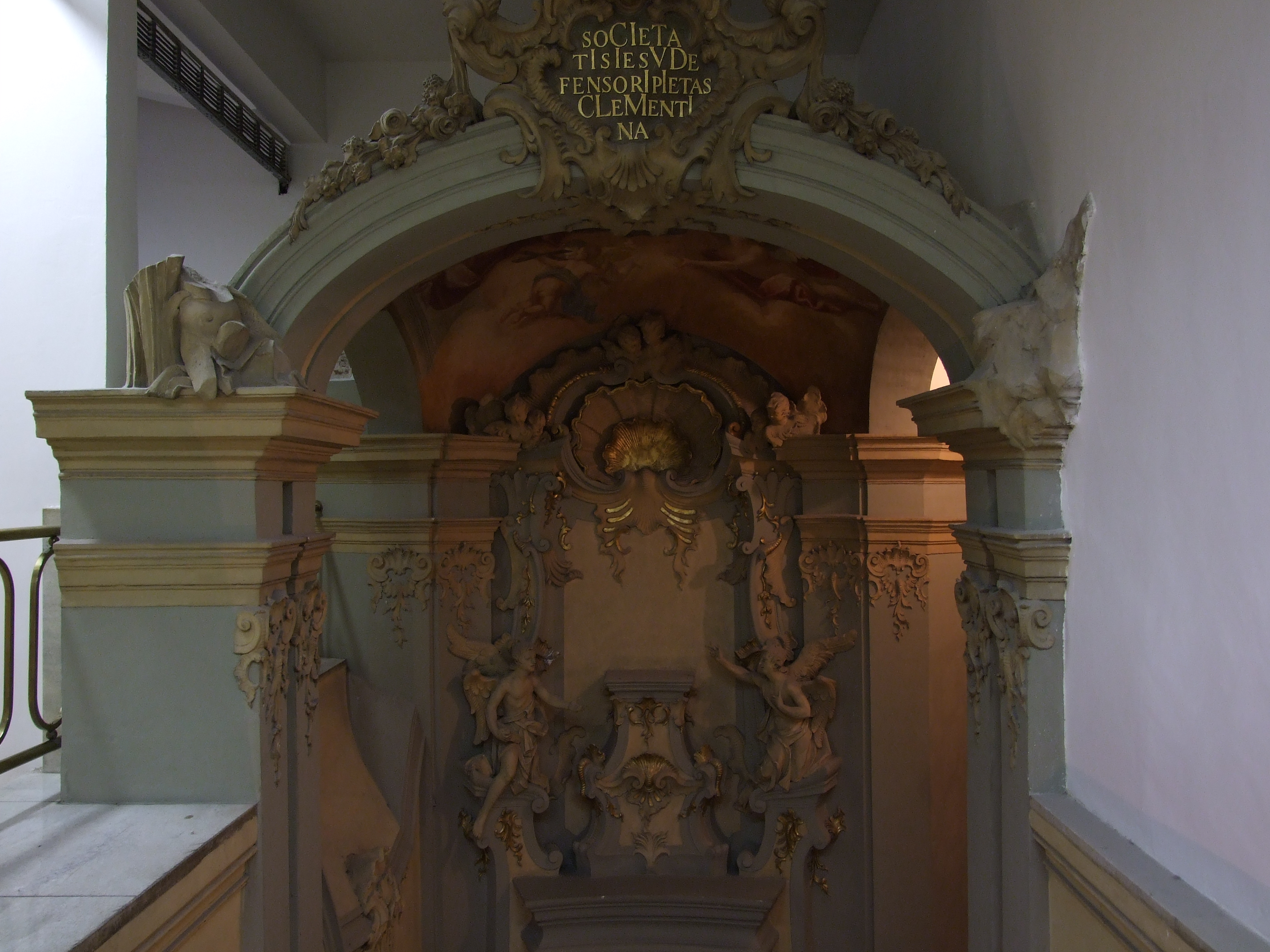
Iscrizione che ricorda la fondazione

Il successo fu immediato, anche se vi fu una forte opposizione da parte dei protestanti. Di fatto, però, anche alcuni protestanti mandavano i figli a studiare nel collegio. Il Clementinum divenne subito rivale del Carolinum, sede della più importante università di Praga. 
Nel 1562 il collegio fu elevato ad accademia dall'imperatore Ferdinando I e contestualmente furono fondati due internati: San Bartolomeo per i nobili e San Venceslao per gli studenti poveri. Quest'ultimo era sostenuto finanziariamente dalla famiglia Lobkowicz. I corsi erano tuttavia comuni a tutti gli studenti.

#### Lo sviluppo
La rapida crescita del numero degli studenti impose la costruzione di nuovi edifici, così venne costruito quello che verrà chiamato il Clementinum. Nel 1567 venne aperto il noviziato dei Gesuiti, che però fu trasferito nel 1573 a Brno, in Moravia. Nel 1575 papa Gregorio XIII fondò accanto al Clementinum un seminario pontificio per la formazione del clero. Infine, fra il 1578 ed il 1602 fu edificata la Chiesa di San Salvatore.
All'inizio della Guerra dei Trent'Anni (1618) i gesuiti dovettero andare in esilio; tornarono nel 1620, dopo la vittoria imperiale alla Montagna Bianca (1620). Nel 1632 sperimenteranno un nuovo esilio di tre anni.
Intanto, nel 1622 il Consiglio imperiale decretò una misura punitiva nei confronti dell'Università Carolina che aveva aderito alla rivolta protestante: per ordine dell'Imperatore l'Università fu riunta all'accademia dei Gesuiti e perciò i religiosi ebbero il monopolio dell'educazione superiore. Convinti che due terzi della popolazione fossero segretamente eretici, essi bruciarono migliaia di libri in lingua ceca. 

#### Università di Praga

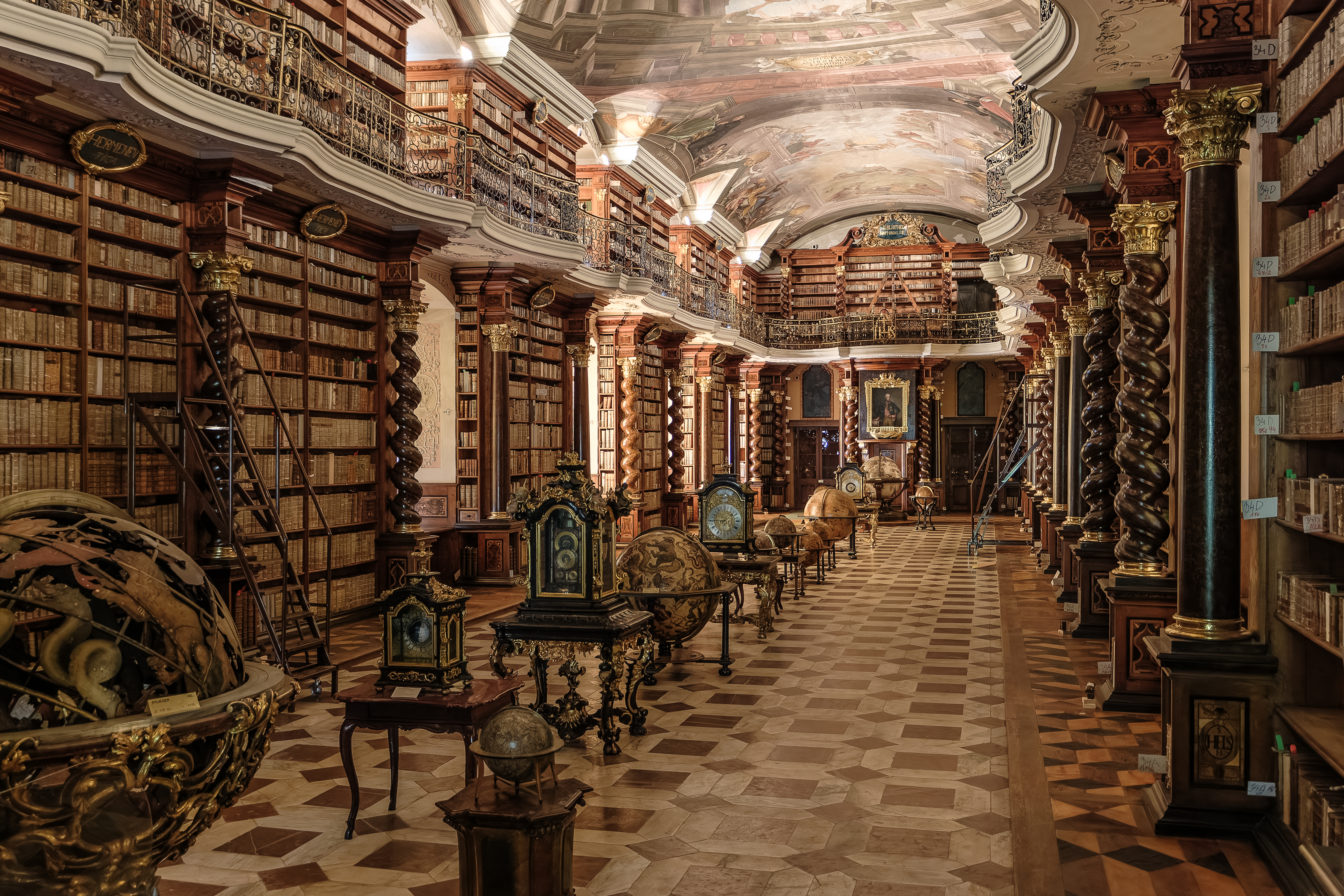
La biblioteca barocca

Da questa fusione nacque l'università di Praga (talvolta chiamata Università Carolina-Ferdinandea), con le sue cinque facoltà. I gesuiti gestivano di fatto tutto l'insegnamento superiore della Boemia. Nel 1648 gli studenti parteciparono alla difesa della città di Praga contro gli eserciti svedese e sassone. 
Tra il 1653 e il 1723 il Clementinum si ampliò verso est. Per permettere tutto ciò furono abbattuti trenta edifici tra case e chiese. 
Un nuovo edificio fu messo in cantiere nel 1654: un monumento dell'architettura barocca praghese, di cui sono soprattutto famose le grandi sale della biblioteca. La biblioteca universitaria copriva tutti i rami del sapere e tutte le lingue europee vi erano rappresentate. 
Successivamente venne fondato il Museo delle scienze dell'Università, che raccoglieva apparecchi astronomici, strumenti matematici e fisici, meccaniche di orologi, collezioni di fossili, minerali, monete, medaglie, sigilli. Queste raccolte venivano visitate dai sovrani e dagli scienziati in visita a Praga e si arricchivano continuamente di nuovi reperti. 

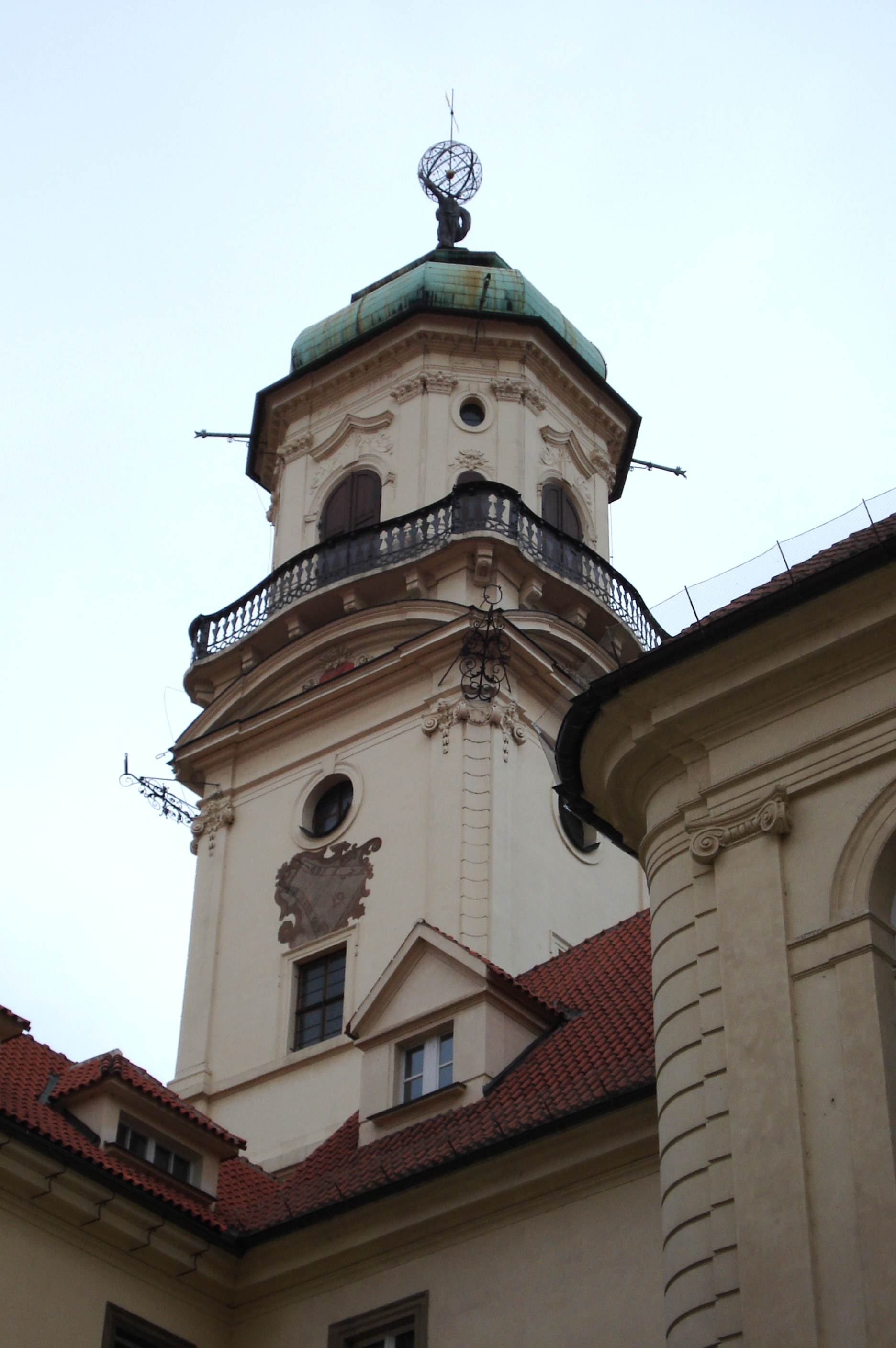
Osservatorio astronomico del Clementinum

Nel Settecento cominciò ad operare anche l'osservatorio astronomico dell'Università. Nel 1752 esso si arricchì di un osservatorio meteorologico, che pubblicava delle tavole di dati e statistiche, oggi utili per ricostruire la storia del clima.
L'attività spirituale del Clementinum era caratterizzata dal numero e dalla varietà delle congregazioni mariane per gli studenti: nel 1575 venne fondata la congregazione per gli studenti di lingua italiana, dedicata all'Annunziata; nel 1578 fu creata la congregazione per gli studenti interni; nel 1624 quella per gli studenti di lingua tedesca, dedicata alla Purificazione; infine, nel 1665 venne fondata la congregazione per i lavoratori e gli operai dell'università, sotto il patronato di Sant'Isidoro l'Agricoltore.

#### Soppressione e chiusura
Dopo essere stata espulsa da alcuni paesi, la Compagnia di Gesù fu ufficialmente soppressa da papa Clemente XIV nel 1773. I gesuiti dovettero lasciare il collegio di san Clemente, che fu chiuso. L'edificio fu utilizzato, a partire dal 1781 come biblioteca nazionale, il cui nucleo originario era costituito dall'antica biblioteca dei gesuiti.

### La Biblioteca Nazionale Ceca
Il Clementinum divenne un'università laica e l'imperatrice Maria Teresa dichiarò la biblioteca dei gesuiti "Imperial Regia Biblioteca Universitaria".
Nel 1882 l'università Carolina fu divisa in due istituzioni separate, una di lingua ceca, l'altra di Lingua tedesca: il Clementinum spettò alla facoltà ceca di filosofia e teologia. A partire dal 1930 nel Clementinum rimase solo la biblioteca della facoltà.
Nel 1918 la neonata repubblica cecoslovacca prese possesso della biblioteca, che divenne la Biblioteca Nazionale. Essa custodisce documenti riguardanti Mozart, Tycho Brahe e Comenio, nonché la storia della letteratura ceca.
Il Clementinum continua ad ospitare anche l'osservatorio meteorologico di Praga Clementinum.